# Garcinia huillensis
Garcinia huillensis là một loài thực vật có hoa trong họ Bứa. Loài này được Welw. mô tả khoa học đầu tiên năm 1868.